# Lilianne Klaasman
Lilianne Klaasman (* 29. März 1987 in Südwestafrika) ist eine ehemalige namibische Leichtathletin.
Ihr größter sportlicher Erfolg war der Gewinn der Bronzemedaille im 400-Meter-Hürdenlauf bei den Afrikaspielen 2015 im kongolesischen Brazzaville. Sie lief die Distanz mit namibischem Rekord in 58,68 Sekunden. Klaasman trat dort auch in der Hürdenstaffel über gleiche Distanz an. Sie hält mit 3:40:21 Minuten zudem den namibischen Rekord in der 4-mal-400-Meter-Staffel.